# Chociszowice (przystanek kolejowy)
Chociszowice – nieistniejący przystanek osobowy formalnie na terenie wsi Kraśnika Dolnego, ale położony tuż przy wsi Chościszowice w województwie dolnośląskim, w Polsce.